# Verzorgingsplaats Meiberg
Verzorgingsplaats Meiberg is een Nederlandse verzorgingsplaats, gelegen aan de A2 Maastricht-Amsterdam tussen afritten 40 en 39, nabij Nederweert in de gemeente Weert.
De naam heeft deze verzorgingsplaats te danken aan een heuvel die hier in de buurt ligt.
Meiberg beschikt over een restaurant dat voorheen in het bezit was van AC Restaurants. Tot 2017 is Autogrill er gevestigd, dat sinds 1998 de eigenaar is van AC Restaurants & Hotels. In 2017 is AC Restaurants verkocht aan La Place en in hetzelfde jaar is de AC Restaurant op deze locatie omgebouwd tot La Place. Via een tunnel onder de A2 is verzorgingsplaats Roevenpeel te bereiken waar een restaurant ligt van La Place.
Oorspronkelijk was er op deze locatie aan het nieuw aangelegde deel van de snelweg A2 alleen een Tankstation gelegen. (V.a. 1969) Het tankstation was toen al 24/7 open. Vanaf het begin in 1969 is de exploitatie van het tankstation ESSO Meiberg in handen van Th.C. van Zoest. Esso Meiberg was toendertijd een van de eerste tankstations met een shop waar drinkwaren, voeding en autoaccessoires werden verkocht. Later ook Limburgse vlaaien en warme snacks. In 2002 volgde M. van Zoest hem op en was Th.C. van Zoest nog slechts gedeeltelijk bij de exploitatie betrokken.
In december 2005 heeft BP Nederland BV voor een kleine vier miljoen euro het recht om brandstoffen te leveren overgenomen van Esso. Van af die datum is de naam van het tankstation: BP Meiberg.
Stichting Nederland Schoon en de ANWB beoordeelden het terrein en de parkeerplaats in 2009 als schoonste van Nederland op basis van een vergelijking van 248 parkeerplaatsen langs snelwegen.
Richting Eijsden:
Haarrijn · 
IJsselstein · 
Bisde · 
De Lucht West · 
Velder · 
't Haasje · 
Roevenpeel · 
Ellerbrug · 
Het Anker · 
Vossedal · 
Knuvelkes
Richting Amsterdam:
Patiel · 
Meerssen · 
Kruisberg · 
Swentibold · 
Bosserhof ·
Meiberg · 
Groote Bleek · 
Ooiendonk · 
De Lucht Oost · 
Lingehorst · 
Jutphaas · 
Ruwiel